# Nowa Wieś (Konary)
Nowa Wieś – część wsi Konary w Polsce, położona w województwie świętokrzyskim, w powiecie jędrzejowskim, w gminie Wodzisław.
W latach 1975–1998 Nowa Wieś należała administracyjnie do województwa kieleckiego.